# Petrowo (Kaliningrad)
Petrowo (russisch Петрово, deutsch Zielkeim) ist ein Ort in der russischen Oblast Kaliningrad. Er gehört zur kommunalen Selbstverwaltungseinheit Stadtkreis Gurjewsk im Rajon Gurjewsk.

## Geographische Lage
Petrowo liegt zwölf Kilometer nordwestlich der Stadt Kaliningrad (Königsberg) an der Kommunalstraße 27K-179 von Cholmogorowka (Fuchsberg) nach Kowrowo (Nautzau). Die nächste Bahnstation ist Druschnoje-Sapadnoje (Mednicken) an der Bahnstrecke Kaliningrad–Swetlogorsk, der früheren Samlandbahn.

## Geschichte
Das bis 1946 Zielkeim (um 1785 auch Klein Zielkeim im Gegenüber zu Groß Zielkeim, auch  Absintkeim) genannte Gutsdorf geht in seiner Gründung auf das Jahr 1347 zurück. Am 4. Juni 1907 wurde aus dem zu Groß Mischen (russisch: Swobodnoje) Gutsdorf Zielkeim zusammen mit dem Vorwerk Backelfeld (Kusnezkoje) der Gutsbezirk Zielkeim gebildet, der zum Amtsbezirk Groß Mischen (Swobodnoje) im Landkreis Fischhausen (1939 bis 1945 Landkreis Samland) im Regierungsbezirk Königsberg der preußischen Provinz Ostpreußen gehörte.
Im Jahre 1910 zählte Zielkeim 153 Einwohner. Am 30. September 1928 verlor das Dorf seine Eigenständigkeit wieder und wurde in die Landgemeinde Groß Mischen (russisch: Swobodnoje) eingemeindet.
1945 kam Zielkeim mit dem nördlichen Ostpreußen zur Sowjetunion. Der Ort erhielt im Jahr 1947 die russische Bezeichnung Petrowo und wurde gleichzeitig dem Dorfsowjet Matrossowski selski Sowet im Rajon Gurjewsk zugeordnet. Später gelangte der Ort in den Kutusowski selski Sowet. Von 2008 bis 2013 gehörte Petrowo zur Landgemeinde Kutusowskoje selskoje posselenije und seither zum Stadtkreis Gurjewsk.

## Kirche
Die Bevölkerung Zielkeims war vor 1945 überwiegend evangelischer Konfession und in das Kirchspiel der Pfarrkirche in Wargen (russisch: Kotelnikowo) eingepfarrt. Es gehörte zum Kirchenkreis Fischhausen (Primorsk) in der Kirchenprovinz Ostpreußen der Kirche der Altpreußischen Union. Letzter deutscher Geistlicher war Pfarrer Max Schmidt. Heute liegt Petrowo im Einzugsbereich der Auferstehungskirche in Kaliningrad (Königsberg) innerhalb der Propstei Kaliningrad der Evangelisch-lutherischen Kirche Europäisches Russland (ELKER).

## Söhne und Töchter des Ortes
- Wolfgang Heilemann (* 7. Oktober 1942 in Zielkeim), deutscher Fotograf